# Frank Herbert
Franklin Patrick Herbert Jr. (Tacoma, EUA, 8 d'octubre de 1920 – Madison, EUA, 11 de febrer de 1986) fou un escriptor de ciència-ficció nord-americà, aclamat pels crítics i comercialment reeixit. La seva obra més coneguda és la novel·la Dune i les seves cinc seqüeles. La saga de Dune, situada en el futur distant i abastant diversos milers d'anys, toca temes com la supervivència humana i l'evolució, l'ecologia i la intersecció de política i del poder. Es considera popularment que és un dels clàssics de ciència-ficció.

## La saga de novel·les Dune
Frank Herbert va escriure les següents sis novel·les dins de la saga de Dune:
- Dune (1965)
- El Messies de Dune (1969)
- Fills de Dune (1976)
- Déu emperador de Dune (1981)
- Heretges de Dune (1984)
- Casa capitular Dune (1985)

## Continuació de la saga de Dune
El fill de Frank Herbert, Brian Herbert, juntament amb Kevin J. Anderson han afegit una sèrie de novel·les a la saga de Dune. Han emprat notes que Frank Herbert va deixar escrites, algunes de les quals havien passat desaparcebudes durant anys, i que es refereixen tant a la història de l'univers Dune abans de la primera novel·la de la saga com després de la sisena novel·la de la saga original.
Primer van escriure tres novel·les situades en el temps immediatament abans de la primera novel·la Dune: Casa Atreides (1999), Casa Harkonnen (2000) i Casa Corrino (2001). Tot seguit van presentar tres novel·les referents al passat llunyà en el qual la humanitat va lliurar una acarnissada batalla amb les màquines pensants: La Jihad Butleriana (2002), La croada contra les màquines (2003) i La batalla de Corrin (2004). També aportaren una recopilació de notes de Frank Herbert dins de La carretera cap a Dune (2005) que contenen capítols no publicats i escenes de Dune i de El messies de Dune.
Les dues darreres addicions a la saga conclouen la història que va quedar inacabada a la sèrie de sis novel·les originals: Els caçadors de Dune (2006) i Els cucs de Dune (2007).